# Prime (marque de boisson)
Pour les articles homonymes, voir Prime.

Logo

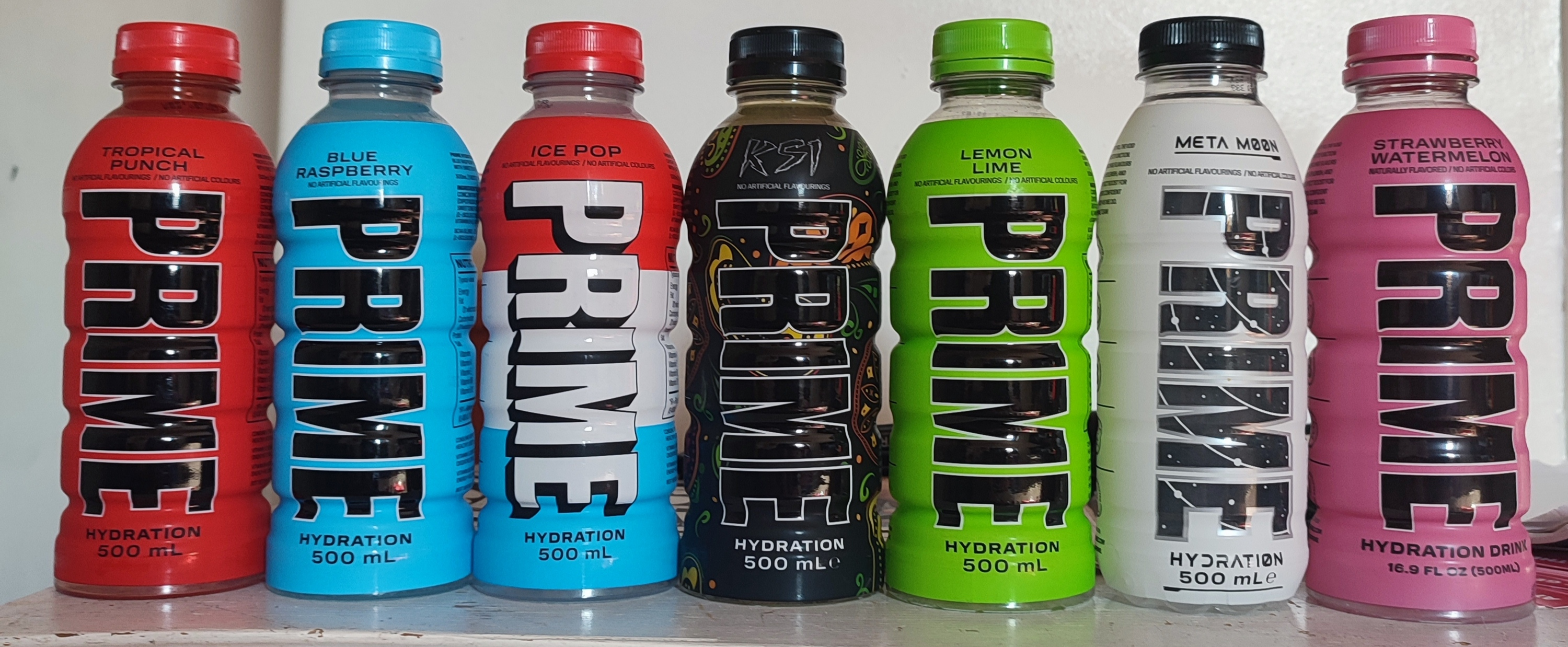
Prime

Prime, stylisé PRIME, est une gamme de boissons commercialisée par Prime Hydration, LLC. La marque est promue et détenue en partie par les youtubeurs KSI et Logan Paul.

## Histoire
Le 4 janvier 2022, KSI et Logan Paul annoncent en direct sur Instagram le lancement d'une nouvelle société de boisson connue sous le nom de Prime Hydration.

## Produits
Plusieurs déclinaisons existent : Blue Raspberry, Grape, Ice Pop, Lemon Lime, Meta Moon, Orange, Strawberry Watermelon et Tropical Punch. 
La version énergétique, lancée en 2023, est également déclinée en plusieurs parfums : Lemon Lime, Orange Mango, Strawberry Watermelon et Tropical Punch.